# Магналій
Магна́лій (англ. magnalium) — алюмінієвий сплав системи Al-Mg із вмістом магнію 1…30 %. Додатково сплав може містити домішки мангану (0,2…1,6 %), іноді цинку (3,5…4,5 %), нікелю (1,75…2,25 %), берилію (до 1,15 %), титану (до 0,2 %), цирконію (до 0,2 %) та ін.

## Види магналію та його застосування
Магналії поділяються на ливарні та деформівні:
- ливарні магналії (4…13 % Mg; марки сплавів: АМг5К (АЛ13), АМг6 (АЛ23), АМг7 (АЛ29), АМг10 (АЛ27), АМг11 (АЛ22) за ДСТУ 2839-94[4]) використовують для фасонного литва. Ливарні магналії мають достатньо високу міцність (σв = 340…380 МПа при δ = 10…20 %)
- деформівні магналії (1…7 % Mg; марки справів: АМг1, АМг2, АМг3, АМг5, АМг6 за ГОСТ 4784-97[5]) поставляються у вигляді листового прокату, дроту тощо. Деформівний магналій відносять до сплавів низької та середньої міцності (σв = 80…340 МПа, δ = 20…40 %).

Напівфабрикати з магналію випускають у вигляді виливків, листів, стрічок, дроту, труб. Магналій застосовується як конструкційний матеріал в авіабудуванні, суднобудуванні, машинобудуванні (зварні баки, заклепки, бензо- та маслопроводи), для виготовлення деталей холодильних установок, для виготовлення декоративних побутових предметів тощо.
Відомий також зуботехнічний магналій (30 % Mg), що характеризується добрими ливарними властивостями, малою усадкою, доброю текучістю у розплавленому стані й застосовується для виготовлення тимчасових зубних протезів, виправлення аномалій зубів та при щелепно-лицевому протезуванні. Температура плавлення сплаву 657 °C, твердість за Брінеллем HB 90 кгс/мм², відносне видовження δ = 15 %.
Магналії схильні до утворення крупного зерна, що усувають модифікуванням сплаву титаном, ванадієм, цирконієм.

## Властивості
Магналій має властивості, схожі до властивостей латуні і бронзи:
- характеризується високою міцністю і стійкістю до корозії у прісній та морській воді;
- стійкий до впливу азотної кислоти з добавками сірчаної, ортофосфатної кислоти а також у середовищах, що містять діоксид сірки (SO2);
- добре зварюється;
- має високу пластичність;
- легко піддається механічній обробці, добре полірується.

Розчини соляної кислоти і лугів розчиняють сплав.
Густина магналію (2,55 г/мм³ при вмісті Mg 10 %) є дещо меншою від густини алюмінію (2,7 г/мм³).
Для тривалої роботи при підвищених температурах сплави системи Al-Mg непридатні.